# Sd.Kfz. 2
Az Sd.Kfz. 2, vagy más nevén a Kleines Kettenkraftrad HK 101, rövidítve Kettenkrad (magyarul lánctalpas motorkerékpár), a Harmadik Birodalom által a második világháborúban használt jármű, pályafutását az ejtőernyős alakulatok könnyű tüzérségi vontatójaként kezdte. A járművet a Ju 52 repülőgépes szállításra tervezték, ejtőernyős célbejuttatása azonban nem volt lehetséges. A jármű előnye, hogy ez volt az egyetlen tüzérségi vontató, amely elég kicsi volt ahhoz, hogy elférjen a Junkers Ju 52 belsejében.

## Története
Tervezését és gyártását a neckarsulm-i NSU Motorenwerke AG végezte. Az első tervezet 1939 júniusában készült el, első bevetésére az 1941-es Szovjetunió elleni hadjárat során került sor. A háború későbbi szakaszában a stettini Stoewer cég is gyártotta a típust licenc alapján.
A Kettenkradok többségét a keleti fronton használták, ahol kommunikációs kábeleket fektettek, terheket vontattak és katonákat szállítottak az orosz sáron keresztül. A háború későbbi részében reptereken is alkalmazták a Kettenkradokat repülőgépek vontatására, leggyakrabban Me 262 sugárhajtású vadászgépeket vontattak. Üzemanyagtakarékosságból a gépeket a kifutópályára vontatták ahelyett, hogy önerőből gurultak volna oda.
A járművet az észak-afrikai hadszíntéren és a nyugati fronton is alkalmazták.
A Kettenkradhoz kifejlesztettek egy speciális utánfutót is (Sd.Anh. 1), amellyel szállítási kapacitását növelték.
Mindössze két jelentősebb altípusát gyártottá a járműnek, a gyártást pedig 1944-ben abbahagyták, ameddig 8345 darabot gyártottak belőle. A háború után az NSU folytatta a gyártást egészen 1949-ig, de ezeket a járműveket már csak mezőgazdasági és erdészeti használatra szánták. A háború után nagyjából további 550 darab Kettenkrad készült.

## Technika
A Kettenkrad messze meghaladta az oldalkocsis motorok és az összes kerekes jármű terepjáró képességét és kiválóan alkalmas volt kisebb lövegek vontatására.
A Kettenkrad kormányzását a kormányrúddal végezték: kisebb forduláshoz (kb. 8 °-ig) elég volt a kormányrúddal elfordítani az első kereket, nagyobb forduláshoz azonban a lánctalpakat is fékezni kellett.
A váz önhordó acéllemezből sajtolt idomokból készült, amelyre a hajtásláncot és futóművet rögzítették ez kisebb tömeget és jobb torziós (csavarodási) merevséget eredményezett. Nyitott felső rész elejére egy motorkerékpár-szerű villát szereltek első kerékkel. A villák megfeleltek az akkori motorkerékpárok szokásos kialakításának. A korai változatokat mechanikusan tompították, 1944 közepétől egy megerősített villát használtak hidraulikus lengéscsillapítóval. A váz mindkét oldalán oldalanként lánctalpakat helyeztek elülső hajtókerékkel, négy köztes kerékkel és hátul egy vezetőkerékkel. A kerekek függesztett karokkal és torziós rudakkal vannak felfüggesztve. Lánctalpas jármű lévén a Kettenkrad 24°-os emelkedőn képes volt felmászni laza homokon, szilárd talajon vagy meredekebb lejtőn is, ha a vezetőnek volt elég bátorsága hozzá. A motort a jármű közepére helyezték előtte a sebességváltó, mögötte a hűtő kapott helyett a hátsó ülés alatt. A vezető a motor előtt ült egy motorkerékpár-nyeregben mögötte menetiránnyal ellentétesen két másik ember számára volt kialakítva ülőhely. Ez taktikai hátrányt jelentett a katonai használat során, mivel az utasok nem tudtak előrenézni. A féllánctalpas vontatokhoz hasonlóan a láncszemeken gumi párnák voltak, a láncszemek tűcsapágyakkal voltak egymáshoz rögzítve. A meghajtásról az Opel Olympia autóból származott amely az 1235 kg-os járművet 70 km/h végsebességre gyorsította. A maximális vontatható teher 450 kg lehetett, 325 kilónyi terhet tudott szállítani amit még ki lehetett egészíteni egy Sonderanhänger 1 (Sd.Anh.1) utánfutóval ami további 350 kilónyi teherbíró kapacitást jelentett.

## Változatok
A szokásos Kis Kettenkrad Sd.Kfz.2 mellett a prototípusokon és a tervezett változatokon kívül két változat is épült. Mindkét verziót kifejezetten a helyszíni telefonkábelek beépítésére tervezték, és elsősorban a keleti fronton használták őket.
- Sd.Kfz. 2/1: Kis lánctalpas motorkerékpár távoli terepi kábelekhez
- Sd.Kfz. 2/2: Kis lánctalpas motorkerékpár nehéz terepi kábelekhez

A sofőr mögött a járműveket egy nagy kerettel felszereltek a motorháztető fölött, hogy a megfelelő kábeltípushoz kábeleket dobjanak. A Feldfernkabel (FFkb) árnyékolt négyvezetékes kábel a távoli kommunikációhoz. A nehéz terepi kábel (Fkb) egy árnyékolás nélküli kétmagos kábel (sodrott pár) rövidebb kommunikációhoz.
A terepi távoli kábel kábeldobjai jelentősen nagyobb és nehezebbek (kb. 45kg), mint a nehéz terepi kábelek kábeldobjai (kb. 14kg).

## Kettenkraftrad HK 102

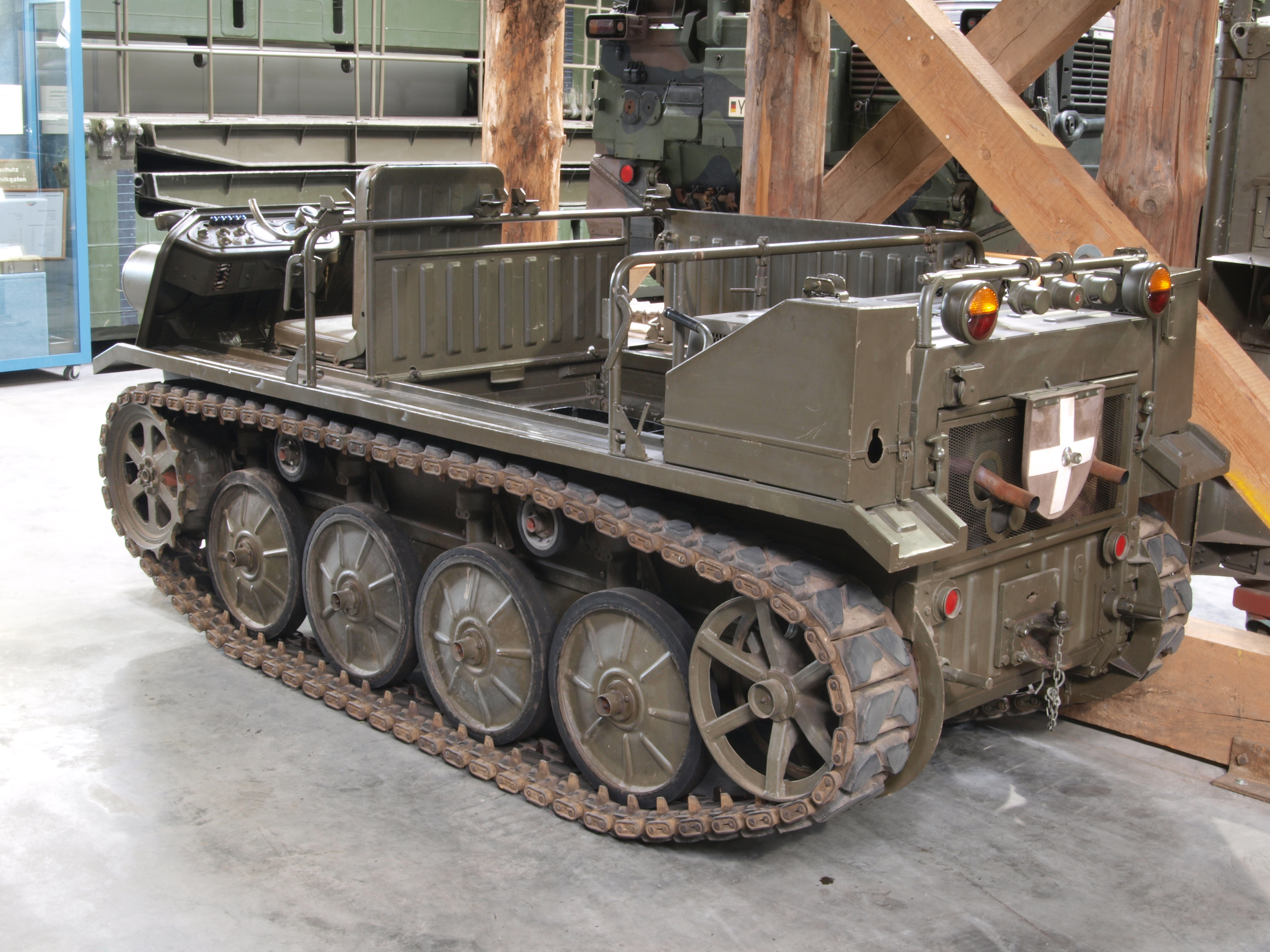
Gebirgskarette prototípusa

A jól ismert HK 101 kis lánctalpas vontatóval egyidőben az NSU kifejlesztette a típus nagyobb testvérét a HK 102-es vontatót. Úgy tervezték, hogy hat embert (vezetővel együtt) szállíthasson, szükség esetén az első sárvédőn utazva akár nyolc embert is. Annak érdekében, hogy elbírja a nagyobb súlyt a HK 101-hez képest 30 cm-rel meghosszabbították a lánctalpát (három külső és két belső kerék mindkét oldalon, a HK 101 egy külső és két belső kereke helyett). A további ülések elhelyezése miatt 15 cm-rel szélesebb felső karosszériát kapott. A váz alsó része gyakorlatilag megegyezett a kisebb HK 101-ével. A motor és a sebességváltó között volt egy rövid kardántengely, ez megteremtette a lábterét a vezető oldalán ülő utasok számára. A meghajtásról Ford L8, 2,2 literes 65 Lóerős motorját szerelték bele.
Körülbelül 30 prototípus épült. Nem volt sorozatgyártásban.

## Galéria

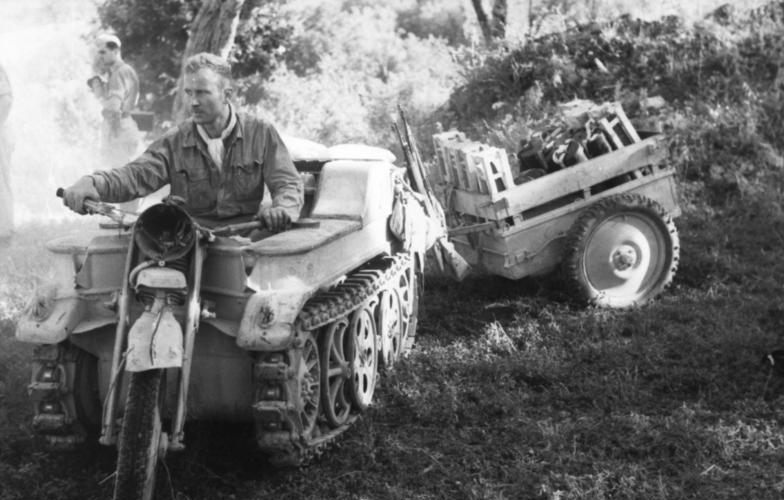
Sd.Kfz. 2 egy pótkocsival az olasz csatatéren 1943-ban.
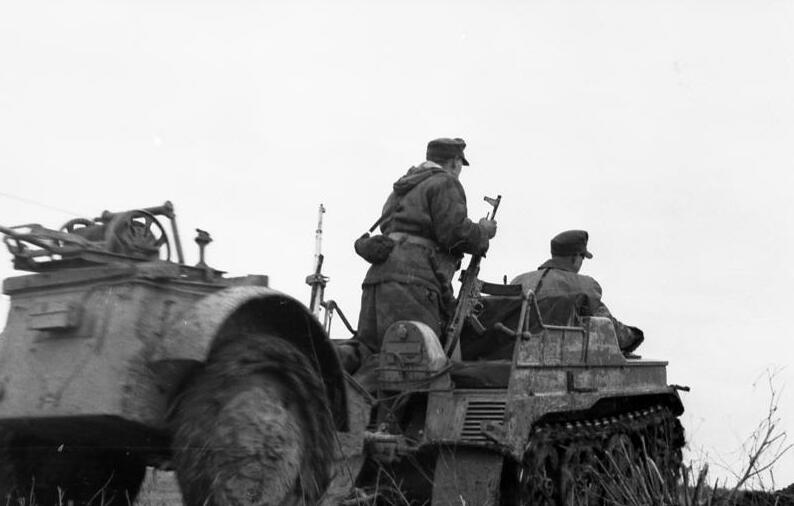
Sd.Kfz. 2 a német 1. gyaloghadosztály divízió katonái telefonvonal telepítése közben 1944 februárjában a Keleti front (második világháború) Keleti fronton.
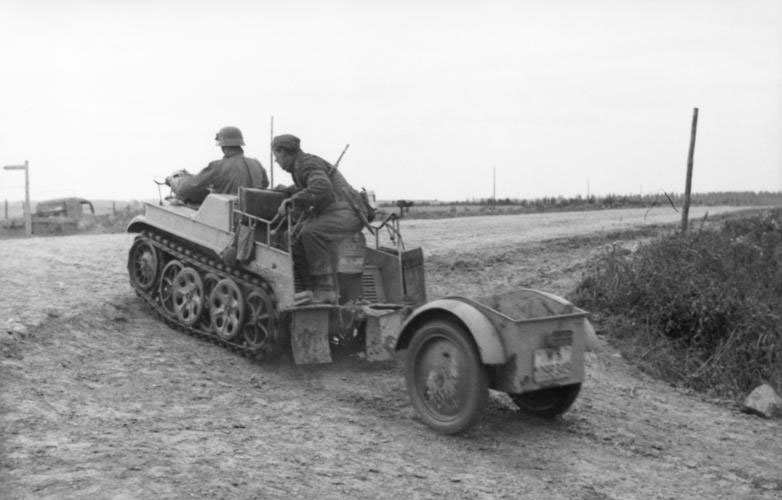
Kettenkrad  Sd.Anh.1 utánfutóval a Szovjetunióban 1943.
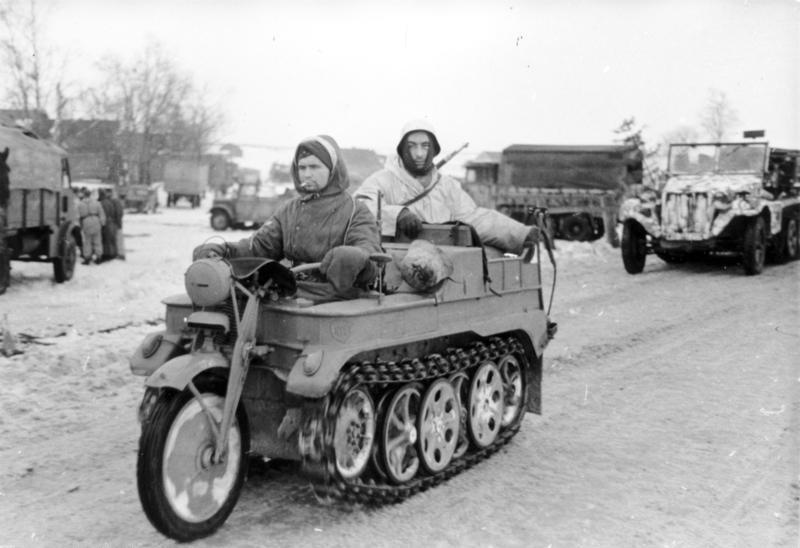
Egy Kettenkrad 1943-44 telén a Szovjetunióban.

## Érdekesség
- A „ Ryan közlegény megmentése ” című filmben az elfogott Sd.Kfz. 2-et a híd védelmére használták, mint egy könnyű felderítő járművet.
- A " Csillag " filmben egy szovjet felderítő csoport egy német járőrrel találkozik az Sd.Kfz. 2-en, és a lövedék eredményeként elveszíti a rádiót
- A manga és a „ Shoujo Shuumatsu Ryokou ” néven szereplő anime főszereplői egy módosított Sd.Kfz. 2-en utaznak.
- A sztálingrádi játékfilm egyik részében a német kapitány ( Thomas Kretschmann ) Sd.Kfz. 2-et hajt .
- A „ Battlefield 1942 ”, „ Battlefield V ”, „ Heroes & Generals ” számítógépes játékokban .

## Lásd még
- C4P
- T–20 Komszomolec
- Unic P107

## Fordítás
- Ez a szócikk részben vagy egészben  a   SdKfz 2 című angol Wikipédia-szócikk ezen változatának fordításán alapul.  Az eredeti cikk szerkesztőit annak laptörténete sorolja fel. Ez a jelzés csupán a megfogalmazás eredetét és a szerzői jogokat jelzi, nem szolgál a cikkben szereplő információk forrásmegjelöléseként.